# Louise Schouwenberg
Louise Hermina Maria Schouwenberg (Belfeld, 23 januari 1954) is een Nederlandse auteur en beeldhouwer.

## Leven en werk
Schouwenberg studeerde onder meer filosofie aan de Universiteit van Amsterdam en de Erasmus Universiteit Rotterdam en beeldhouwen aan de Gerrit Rietveld Academie in Amsterdam. Tussen 1985 en 2003 werkte zij als beeldend kunstenaar; haar sculpturen zijn in diverse Nederlandse gemeentes te vinden. Haar huidige werkzaamheden bestaan hoofdzakelijk uit het schrijven over design en beeldende kunst, het samenstellen van tentoonstellingen op het gebied van kunst en design, en betrokkenheid bij het kunstonderwijs. Sinds 2010 is zij hoofd van de masteropleiding Contextual Design van de Design Academy Eindhoven, en zij doceert op diverse kunstacademies, onder andere de Koninklijke Academie van Beeldende Kunsten in Den Haag (KABK). Zij was als theoreticus lid van het team dat tussen 2011 en 2013 een ontwerp realiseerde voor de Delegates Lounge van de Verenigde Naties in New York (overige teamleden: ontwerper Hella Jongerius, architect Rem Koolhaas, grafisch ontwerper Irma Boom, kunstenaar Gabriel Lester).

## Beeldend werk (een selectie)

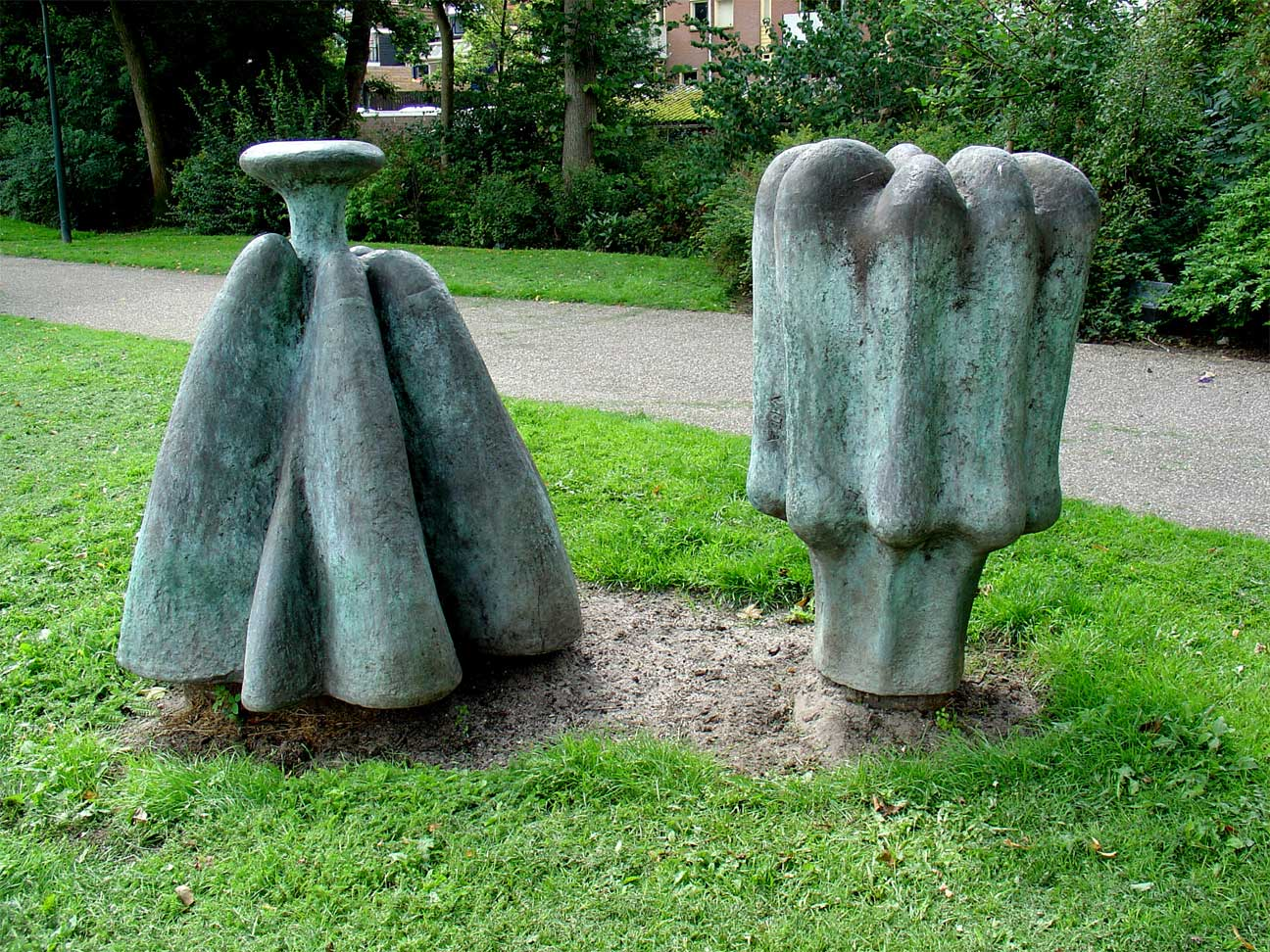
Vita (1991), Houtmansplantsoen te Gouda